# Hart voor Vrijheid
Hart voor Vrijheid, voorheen Lijst30 geheten, is een Nederlandse politieke beweging, opgericht op 17 juni 2021 en is voortgekomen uit de blanco lijst 30 bij de Tweede Kamerverkiezingen 2021. De partij profileert zich voornamelijk via haar kritiek op het Nederlandse coronabeleid. 

## Geschiedenis
De partij is voortgekomen uit een opsplitsing van de in september 2020 opgerichte politieke partij Vrij en Sociaal Nederland (VSN). De opsplitsing ontstond nadat Anna Zeven werd uitgeschreven bij de Kamer van Koophandel door lijsttrekker Bas Filippini. Naar eigen zeggen werd Zeven daar niet van op de hoogte gesteld, wat later niet conform de waarheid zou blijken.
Filippini, initiator van VSN, kon zich uiteindelijk niet vinden in de door Zeven voorgestelde kandidatuur van Willem Engel bij de Tweede Kamerverkiezingen van 17 maart 2021 en kondigde op 17 januari 2021 aan dat Engel niet meer op de kieslijst stond. Dit leidde tot een intern conflict. Nadat Filippini de uitschrijving bij de Kamer van Koophandel had geregeld schreef hij Zeven ook uit bij de Kiesraad, waar zij naar haar mening als plaatsvervangend gemachtigde en inleveraar stond ingeschreven. De Kiesraad ging in haar opvatting mee en hierdoor werd het grootste deel van de ondersteuningsverklaringen (H4-formulieren) en de instemmingverklaringen (H9-formulieren) beschouwd als niet ingeleverd door VSN maar door de nieuwe, blanco lijst met lijstnummer 30 van Anna Zeven. 
Ondanks een beroep bij de Raad van State werden de twee lijsten niet samengevoegd. De blanco lijst werd gepubliceerd in de Staatscourant als 'Lijst 30', zonder partijnaam. De beweging koos vervolgens de naam Lijst30 als partijnaam en ging deze vervolgens in combinatie met de hashtag #hartvoorvrijheid gebruiken.
Op 9 maart 2021 volgde een vonnis van de voorzieningenrechter na kort geding waarbij VSN in het gelijk werd gesteld. De statuten van VSN wezen uit dat de ledenvergadering niet tot stand had kunnen komen, vanwege de ontbrekende partijraad. Hierdoor had het zittende interim bestuur van VSN, (bestaande uit Filippini, Carina Braams en Henk Diepbrink), de beslissende en leidende stem, zo werd in het vonnis geoordeeld. De afgesplitste leden werd opgedragen alle sociale mediakanalen over te dragen.
Op 12 maart 2021 volgde de uitspraak door de Kamer van Koophandel (KvK) dat het door Jeroen Pols ingediende bezwaar tegen uitschrijving van Zeven bij VSN ongegrond werd verklaard.
Op 17 juni 2021 vond de formele oprichting plaats van de partij Hart voor Vrijheid. 

## Verkiezingen
Hart voor Vrijheid deed mee aan de Tweede Kamerverkiezingen van 17 maart 2021. Op de kieslijst stonden 21 kandidaten onder wie Anna Zeven (lijsttrekker), Willem Engel en Ab Gietelink. Het partijprogramma vermeldde geen standpunt over het coronabeleid, hoewel Engel van Viruswaarheid toch duidelijk van mening leek dat er per direct met alle coronamaatregelen gestopt moet worden.
Kandidaten op de lijst Theo Vos, Christian Kromme en Felix Tangelder gaven aan niet deel uit te willen maken van Hart voor Vrijheid, maar van de partij Vrij en Sociaal Nederland.
Bij de verkiezingen haalde de partij 8.277 stemmen (0,08%). Het beste resultaat werd behaald in de gemeente Landsmeer (52 stemmen, 0,69%). Engel deed aangifte van verkiezingsfraude, maar deze eis werd door het OM geseponeerd.
In maart 2022 deed Hart voor Vrijheid mee aan de gemeenteraadsverkiezingen in Alkmaar (0,85%), Amsterdam (0,74%), Den Helder (0,8%), Kerkrade (3,4%, 1 zetel), Nederweert (3,06%), Tilburg (0,74%) en Tynaarlo (2,71%). In maart 2023 deed de partij mee aan de Provinciale Statenverkiezingen in Limburg, en haalde daarbij 0,05% van de stemmen.